# 1796 en droit
Cet article présente les faits marquants de l'année 1796 en droit.

## Événements
- Catherine II de Russie ordonne la dissolution de toutes les loges maçonniques. Novikov est emprisonné à Schlüsselbourg. Exil du prince troubetzkoy.

### Mai
- 7 mai, Bas-Canada : adoption par la Chambre d’assemblée de la loi sur les ponts et les chemins, très mal reçue par le peuple en général (Cette loi dispose que les chemins royaux auront trente pieds — 9,15 m — de largeur et seront sous le contrôle du grand voyer. Les habitants doivent nettoyer les fossés et entretenir les chemins. Ils sont également soumis à 12 jours de corvées, et peuvent en être dispensés à raison d’un chelin et trois deniers par jour.).

### Juillet
- 8 juillet : le gouvernement américain établit un passeport, le premier du genre aux États-Unis. Il s'agit d'une simple lettre, qui sert de preuve d'identité. Elle facilite ainsi les voyages à l'étranger (« passer » les « ports »). À l'époque, le passeport n'est délivré qu'à des personnes haut placées[1].

### Octobre
- 6 octobre[2] : début du règne de Paul Ier, tsar de Russie (fin en 1801).
  - À l’avènement de Paul Ier, les détenus de la Chancellerie secrète sont libérés. Amnistie générale pour tous les fonctionnaires sous le coup de poursuites judiciaires. Novikov est libéré, Radichtchev rappelé d’exil. Douze mille Polonais détenus à Saint-Pétersbourg depuis 1795 sont libérés. Les anciennes institutions de Livonie et d’Estonie, supprimées par Catherine II de Russie, sont rétablies.
  - Décret autorisant le recours en justice « des personnes revendiquant leur liberté ».
  - Abolition de l’article 15 de la Charte de la Noblesse de 1785 qui exemptait la noblesse de châtiments corporels.